# مرصد إيردري العام

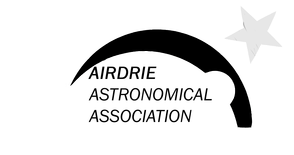
شعار جمعية إيردري الفلكية.

مرصد إيردري العام (55° 51’ 56” شمال, 3° 58’ 58” غرب) هو مرصد فلكي عام وجزء من مبنى مكتبة بلدة إيردري، لاناركشير الشمالية، اسكتلندا. هناك أربعة مراصد عامة فقط تعمل في المملكة المتحدة، وجميعها في اسكتلندا. مرصد إيردري هو أصغر وثاني أقدم مرصد.
المرصد مملوك وممول من مجلس شمال لاناركشاير للثقافة ، ويدار من قبل جمعية إيردري الفلكية (نادي الفلك والجمعيات الخيرية المسجلة) نيابة عن المجلس.
مرصد إيردري هو موطن المقراب الإنكساري فيكتوري 6 ذو المحور الأستوائي وآلية الساعة (clockwork ) التي تستخدم لتعقب الأجسام في جميع أنحاء السماء، ويستخدم آلية يدوية لفتح وتدوير قبة المرصد.

## روابط خارجية
- AAA Official Website
- AAA Facebook Page